# Râul Turbata (Tudora)
Râul Turbata este un curs de apă, afluent al râului Siret. 

## Hărți
- Harta județului Botoșani  Arhivat în 18 iulie 2011, la Wayback Machine.